# Rifugio Giorgio Bertone
Il rifugio Giorgio Bertone (1.979 m s.l.m.) è collocato in Valle d'Aosta nelle Alpi Pennine nel comune di Courmayeur.

## Storia
Il rifugio fu costruito nel 1982 in ricordo dell'alpinista Giorgio Bertone, morto in un incidente aereo sotto la cima del Mont Blanc du Tacul nel 1977.

## Caratteristiche e informazioni
Si trova a nord-est dell'abitato di Courmayeur ed al cospetto del Massiccio del Monte Bianco. È collocato lungo l'Alta via della Val d'Aosta n. 1.  Dal rifugio si gode di uno splendido panorama sull'Aiguille Noire de Peuterey, sul ghiacciaio della Brenva e sul Monte Bianco.  Dal rifugio si sale in poco più di un'ora al Mont de La Saxe.

## Accessi
Si può salire al rifugio partendo da Planpincieux, località posta all'inizio della Val Ferret, più esattamente dal ponticello presso la località Neyron: il percorso richiede il superamento di circa 405 metri e si sviluppa su evidente sentiero. In alternativa si può salire da Villair, all'imbocco della val Sapin, sempre su sentiero segnato ed evidente.

## Ascensioni
- Mont de La Saxe - 2.348 m
- Tête de la Tronche - 2.584 m